# Barri Sèsam
Barri Sèsam (Sesame Street en la versió original en anglès) és una sèrie de televisió educativa estatunidenca dirigida als nens d'edat preescolar, pionera en l'estàndard educatiu de la televisió contemporània que combina l'educació i mitjançant acció en directe, comèdia, animació i titelles. Està produït per Sesame Workshop (conegut com a Children's Television Workshop fins al juny de 2000) i va ser creat per Joan Ganz Cooney i Lloyd Morrisett. És conegut per les seves imatges comunicades mitjançant l'ús dels Muppets de Jim Henson, i inclou curtmetratges, amb humor i referències culturals. Es va estrenar el 10 de novembre de 1969 amb crítiques positives, certa controvèrsia, i una gran audiència. S'ha emès al proveïdor de televisió pública nacional dels Estats Units PBS des del seu debut, amb la seva primera tirada al canal premium HBO el 16 de gener de 2016, després al seu servei de transmissió germà HBO Max el 2020.
El format del programa consisteix en una combinació d' elements i tècniques de producció comercial de televisió que han evolucionat per reflectir els canvis en la cultura nord-americana i els hàbits de visualització del públic. Va ser el primer programa de televisió infantil que va utilitzar objectius educatius i un currículum per donar forma al seu contingut, i el primer programa els efectes educatius del qual es van estudiar formalment. El seu format i contingut han sofert canvis significatius per reflectir els canvis en el seu currículum.
Poc després de la seva creació, els seus productors van desenvolupar el que es va anomenar Model CTW (pel nom anterior de la productora), un sistema de planificació, producció i avaluació basat en la col·laboració entre productors, escriptors, educadors i investigadors. L'espectacle va ser finançat inicialment per fundacions governamentals i privades, però s'ha convertit en una mica autosuficient a causa dels ingressos dels acords de llicències, vendes internacionals i altres mitjans. El 2006, les versions produïdes de manera independent ("coproduccions") de Barri Sèsam es van emetre a 20 països. El 2001, hi havia més de 120 milions d'espectadors de diverses versions internacionals de Barri Sèsam ; i en el seu 40è aniversari el 2009, es va emetre a més de 140 països.
Un estudi de 2015 presentat pels investigadors Melissa Kearney i Phillip Levine van mesurar si l'accés dels nens a Barri Sèsam abans de complir els set anys va afectar el rendiment escolar i els resultats a llarg termini de l'educació i el mercat laboral, trobant que l'accés al programa estava associat a un millor rendiment a l'escola primària en la generació de nens que van viure durant el preescolar en zones on Barri Sèsam s'emetia.
Des del seu debut, Barri Sèsam ha obtingut elogis. Aleshores era el 15è programa de televisió infantil amb millor puntuació als Estats Units. Una enquesta de 1996 va trobar que el 95% de tots els nens en edat preescolar nord-americana l'havien vist quan tenien tres anys. El 2018, es va estimar que 86 milions de nord-americans l'havien vist de nens. A partir del 2022, ha guanyat 222 premis Emmy i 11 premis Grammy, més que qualsevol altre programa infantil. Barri Sèsam segueix sent un dels espectacles més llargs del món .

## Història
Barri Sèsam va ser concebut el 1966 durant les discussions entre la productora de televisió Joan Ganz Cooney i el vicepresident de la Carnegie Foundation Lloyd Morrisett. El seu objectiu era crear un programa de televisió infantil que "domini les qualitats addictives de la televisió i fes alguna cosa bona amb elles" com ajudar els nens petits a preparar-se per a l'escola, durant l'apogeu del Moviment pels Drets Civils als Estats Units i la Guerra contra la Pobresa, per crear un programa de televisió que pogués ajudar a preparar els nens desfavorits a l'escola. Al barri divers que van donar vida, humans de totes les races i habilitats convivien feliços al costat dels monstres. Després de dos anys d'investigació, el recentment creat Children's Television Workshop (CTW) va rebre una subvenció combinada de 8 milions de dòlars (66 milions de dòlars al valor del 2023) de la Fundació Carnegie, la Fundació Ford, la Corporació de Radiodifusió Pública i el govern federal dels Estats Units per crear i produir un nou programa de televisió infantil.
Barri Sèsam es va anunciar oficialment en una conferència de premsa el 6 de maig de 1969. Joan Ganz Cooney, directora executiva del Children's Television Workshop, va dir que Barri Sèsam utilitzaria les tècniques dels programes comercials de televisió per ensenyar als nens petits. Els curts en viu i els dibuixos animats ensenyarien als nens petits l'alfabet, els números, el vocabulari, les formes i les habilitats bàsiques de raonament. En repetir conceptes al llarg d'un episodi, l'interès dels nens petits es mantindria mentre aprenen els conceptes. Els cameos convidats ajudarien a atreure nens més grans i adults. Cooney va dir que el nom Barri Sèsam prové de la dita "Obre't Sèsam", que dona la idea d'un lloc on es produeixen coses emocionants. El programa va tenir una durada inicial de sis mesos per tal de determinar si era efectiu i es continuaria emetent.
El programa es va estrenar a les televisions públiques el 10 de novembre de 1969. Va ser el primer programa de televisió d'educació infantil que va basar els seus continguts i valors de producció en la recerca de laboratori i formativa. Les respostes inicials al programa van incloure crítiques adulatòries, certa controvèrsia i valoracions altes.
El programa es va consolidar com a revolucionari en l'educació i l'entreteniment dels nens mitjançant el desenvolupament en cada temporada d'un programa que afavoreixi el desenvolupament cognitiu, social i emocional, donant tanta importància a l'empatia i a la competència cultural com a l'alfabetització matemàtica o al vocabulari. El primer any es va centrar en comptar de l'u al deu, els colors i les formes, l'alfabet i elements relacionals, i va introduir als nens temes més complexos com les emocions, la individualitat i la cooperació. En la quarta temporada es va introduir el personatge del Compte Compta.
Sempre he dit del nostre equip original que va desenvolupar i va produir Barri Sèsam : col·lectivament, érem un geni..

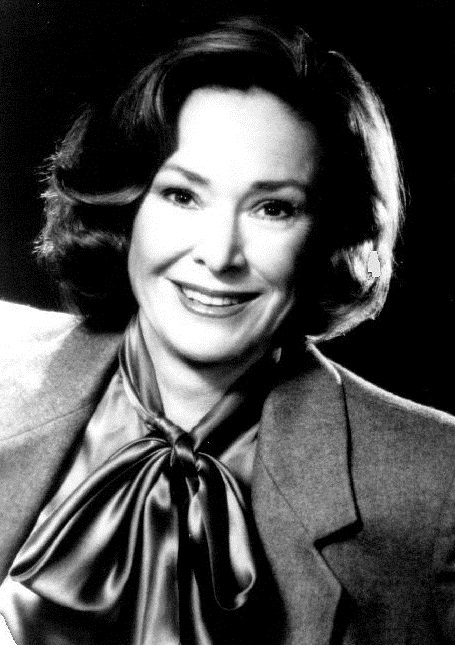
La co-creadora Joan Ganz Cooney. Fotografia de 1985

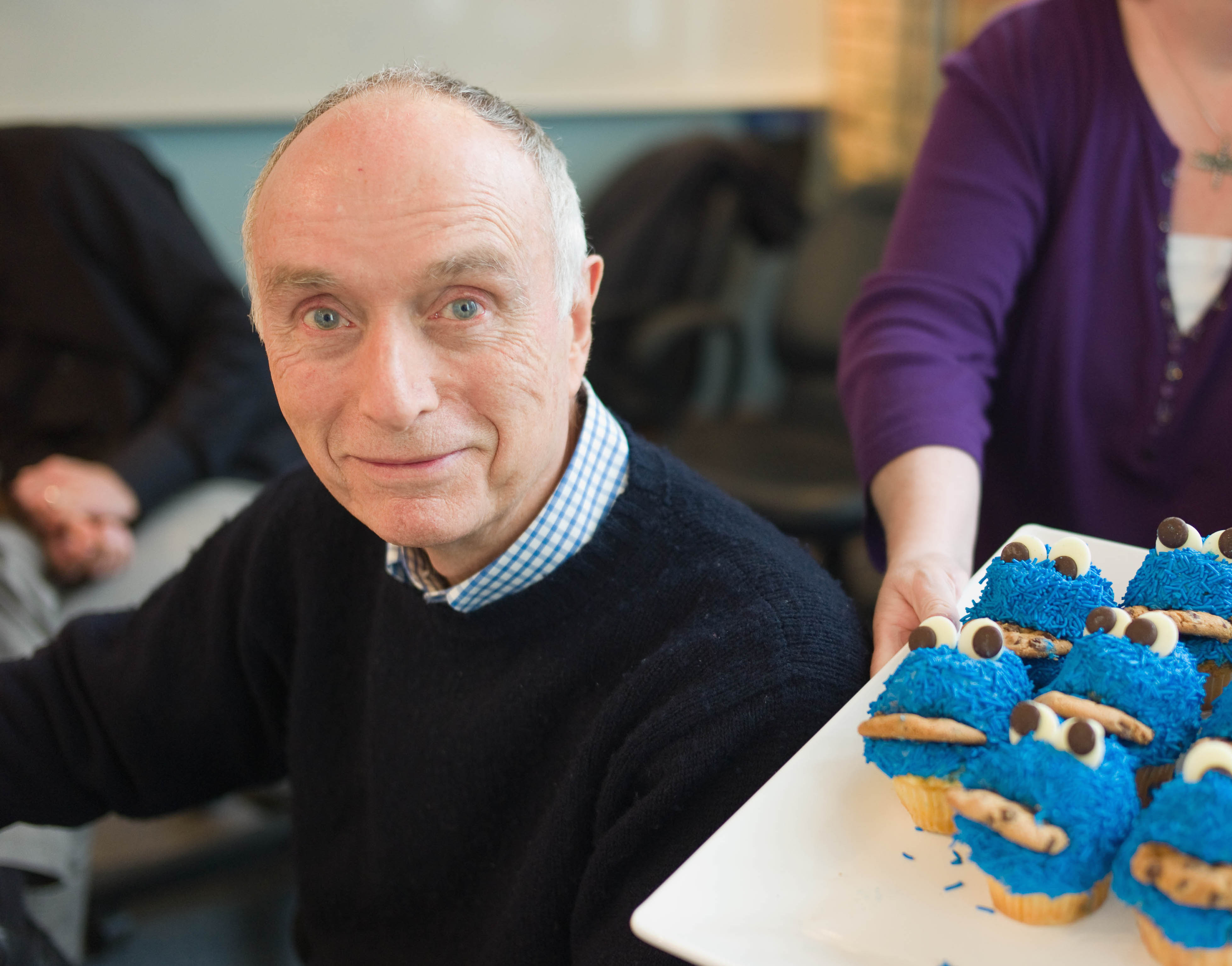
Lloyd Morrisett, co-creador. Imatge del 2010

Segons l'escriptor Michael Davis, a mitjans de la dècada de 1970 l'espectacle s'havia convertit en "una institució nord-americana". El repartiment i la tripulació es van expandir durant aquest temps, amb èmfasi en la contractació de dones membres de la tripulació i l'addició de minories al repartiment. L'èxit de l'espectacle va continuar durant la dècada de 1980. El 1981, quan el govern federal va retirar el seu finançament, CTW va recórrer i va ampliar altres fonts d'ingressos, inclosa la seva divisió de revistes, drets d'autor de llibres, llicències de productes i ingressos de retransmissions estrangeres. El seu currículum s'ha ampliat per incloure temes més afectius com les relacions, l'ètica i les emocions. Moltes de les seves històries s'han inspirat en les experiències del seu equip de guionistes, repartiment i tripulació; sobretot, la mort el 1982 de Will Lee, que interpretava a Mr. Hooper; i el matrimoni de Luis i Maria el 1988.
A finals de la dècada de 1990, el programa es va enfrontar a reptes socials i econòmics, com ara canvis en els hàbits de visualització dels nens petits, la competència d'altres programes, el desenvolupament de la televisió per cable i una caiguda de les audiències. Quan va començar el segle XXI, l'espectacle va fer grans canvis. A partir del 2002, el seu format es va centrar més en la narrativa i va incloure històries en curs. Després del seu 30è aniversari el 1999, a causa de la popularitat del Muppet Elmo, el programa també va incorporar un segment popular conegut com Elmo's World. L'any 2009, l'espectacle va guanyar l'Emmy a l'èxit excepcional pels seus 40 anys en antena.
A finals de 2015, en resposta als "canvis radicals en el negoci dels mitjans de comunicació" i com a part d'un acord de programació i desenvolupament de cinc anys, el servei de televisió de pagament HBO va començar a emetre episodis de primera tirada de Barri Sèsam . Els episodis van estar disponibles a les estacions i llocs web de PBS nou mesos després d'emetre's a HBO.
L'acord va permetre a Sesame Workshop produir més episodis —augmentant de 18 a 35 per temporada— i crear una sèrie derivada amb els Muppets de Bàrri Sèsam i una nova sèrie educativa.
En el seu 50è aniversari el 2019, Barri Sèsam havia produït més de 4.500 episodis, dos llargmetratges (Follow That Bird el 1985 i The Adventures of Elmo in Grouchland el 1999), 35 especials de televisió, 200 vídeos casolans i 180 àlbum. El seu canal de YouTube té gairebé cinc milions de subscriptors. L'octubre de 2019 es va anunciar que els episodis de primera tirada es traslladaran a HBO Max a partir de la temporada 51 del programa el 2020. En 2021 s'ha emès la 52a temporada.

## Format
Des del seu primer episodi, el format de Barri Sèsam ha utilitzat "un estil visual fort, acció ràpida, humor i música", així com curtmetratges d'animació i acció en directe. Quan es va estrenar, la majoria dels investigadors creien que els nens petits no tenien una llarga capacitat d'atenció, i els productors de l'espectacle estaven preocupats que un programa d'una hora no els atragués l'atenció. Al principi, les seves "escenes de carrer" -l'acció gravada al seu plató- consistien en interaccions impulsades pels personatges. Més que històries en curs, es van escriure com a segments individuals, basats en el currículum, interromputs per "insercions" d'esbossos de titelles, curtmetratges i animacions. Aquesta estructura va permetre als productors utilitzar una barreja d'estils i personatges, i variar el seu ritme, suposadament mantenint-lo interessant per als espectadors joves. Tanmateix, a la temporada 20, la investigació va demostrar que els nens eren capaços de seguir una història, i les escenes del carrer, tot i que encara es van intercalar amb altres segments, es van convertir en històries en evolució.
Bàsicament hem deconstruït l'espectacle. Ja no és un format de revista. S'assembla més a "l'Hora del Sèsam" . Els nens podran navegar-hi més fàcilment.
Amb les recomanacions de psicòlegs infantils, els productors van decidir inicialment que els actors humans del programa i els Muppets no interactuarien perquè els preocupava que confongués els nens petits. Quan CTW va provar el nou programa, van trobar que els nens prestaven atenció durant els segments de Muppet, i que el seu interès es va perdre durant els segments "Carrer". Van sol·licitar que Henson i el seu equip creessin Muppets com Big Bird i Oscar the Grouch per interactuar amb els actors humans, i es van tornar a rodar els segments del carrer.
El format de Barri Sèsam es va mantenir intacte fins als anys 2000, quan el públic canviant va requerir que els productors passessin a un format més narratiu. El 1998, es va crear el popular "Elmo's World", un segment de 15 minuts de durada presentat pel Muppet Elmo. A partir del 2014, durant la 45a temporada del programa, els productors van presentar una versió del programa de mitja hora. La nova versió, que originalment complementava la sèrie d'hora completa, s'emetia a la tarda entre setmana i es transmetia per Internet. El 2017, en resposta als canvis en els hàbits de visualització dels nens petits, els productors del programa van reduir la durada del programa d'una hora a 30 minuts a totes les seves plataformes d'emissió. La nova versió es va centrar en menys personatges, va reduir les referències de la cultura pop "un cop s'incloïen com a ullets per als seus pares" i es va centrar "en un únic tema vertebrador."

## Objectius educatius

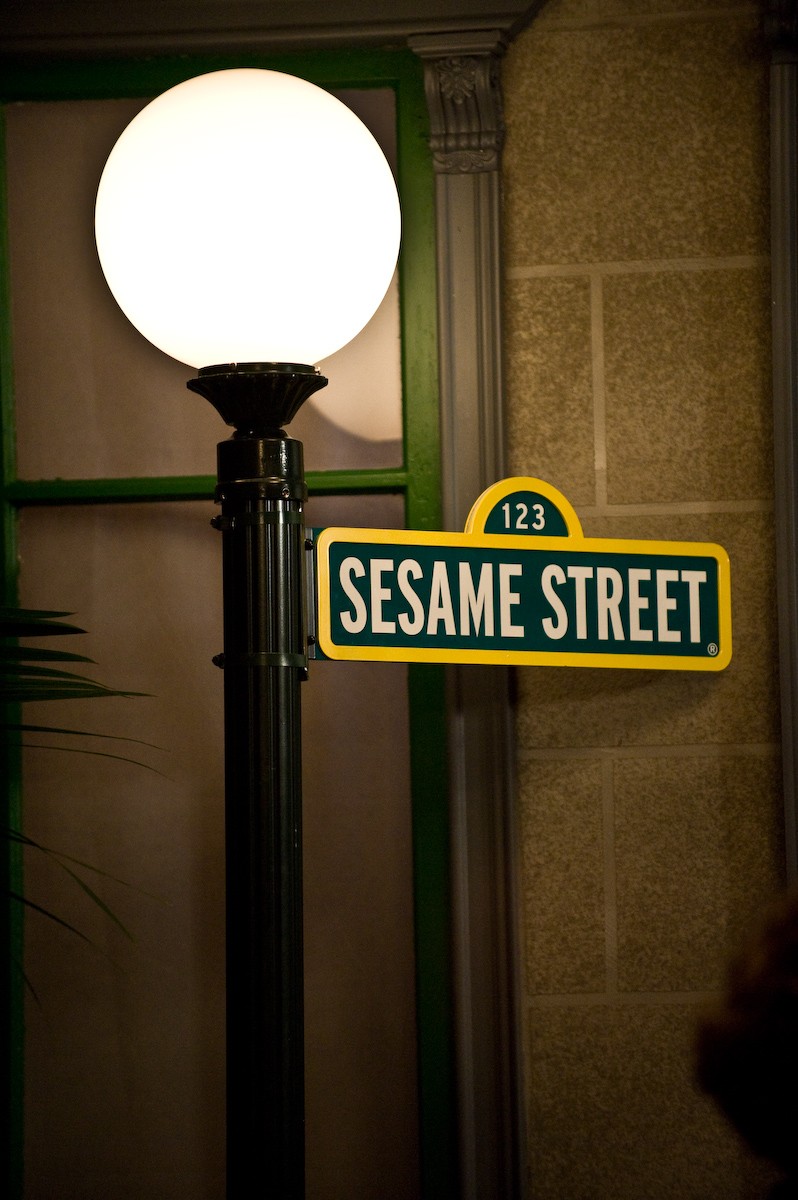
El pal indicador de Barri Sèsam

L'autor Malcolm Gladwell va dir que "Barri Sèsam es va construir al voltant d'una visió única i innovadora: que si pots captar l'atenció dels nens, pots educar-los." Gerald S. Lesser, el primer president del consell assessor de la CTW, va anar encara més enllà, dient que l'ús efectiu de la televisió com a eina educativa necessitava captar, enfocar i mantenir l'atenció dels nens. Barri Sèsam va ser el primer programa infantil que va estructurar cada episodi, i els segments que hi havia al seu interior, per captar l'atenció dels nens i fer, com va dir Gladwell, "ajustaments petits però crítics" per mantenir-lo. Segons els investigadors de CTW Rosemarie Truglio i Shalom Fisch, va ser un dels pocs espectacles infantils que va utilitzar un currículum educatiu detallat i complet, obtingut d' investigacions formatives i sumatives.
Els creadors i investigadors de Barri Sèsam van formular objectius tant cognitius com afectius per a l'espectacle. Inicialment es van centrar en objectius cognitius, alhora que abordaven els objectius afectius de manera indirecta, creient que augmentaria l'autoestima dels nens i els sentiments de competència. Un dels seus objectius principals era preparar els nens petits per a l'escola, especialment els nens de famílies de baixos ingressos, utilitzant el modelatge, la repetició i l'humor. Van ajustar el seu contingut per augmentar l'atenció dels espectadors i l'atractiu de l'espectacle, i van animar els nens més grans i els pares a "veure'l conjuntament" incloent-hi un humor més sofisticat, referències culturals i convidats famosos; el 2019, el 80% dels pares van veure Barri Sèsam amb els seus fills i 650 celebritats havien aparegut al programa.

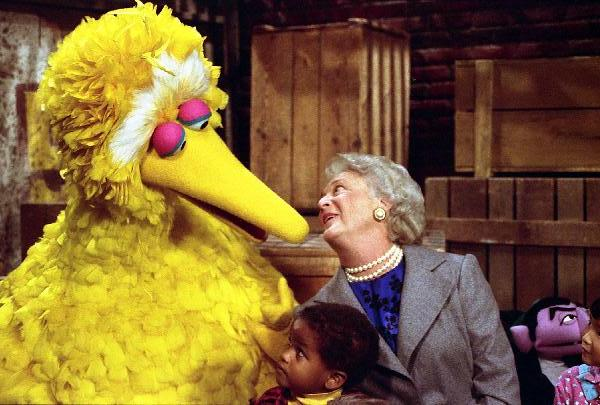
La primera dama Barbara Bush participa amb Big Bird en una gravació educativa de Barri Sèsam a United Studios, 1989.

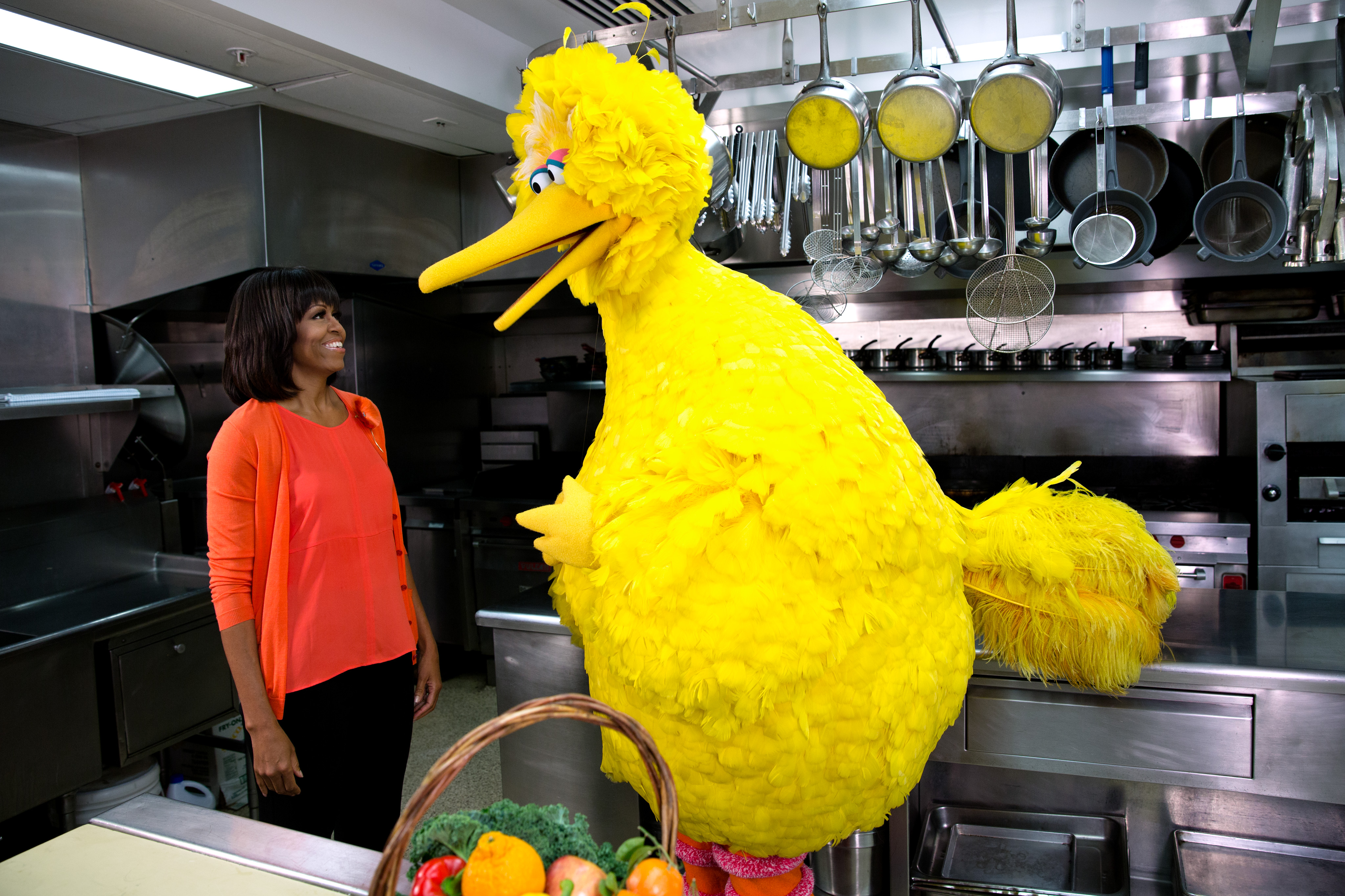
La primera dama Michelle Obama participa en un Let's Move! amb Big Bird a la cuina de la Casa Blanca, 2013.

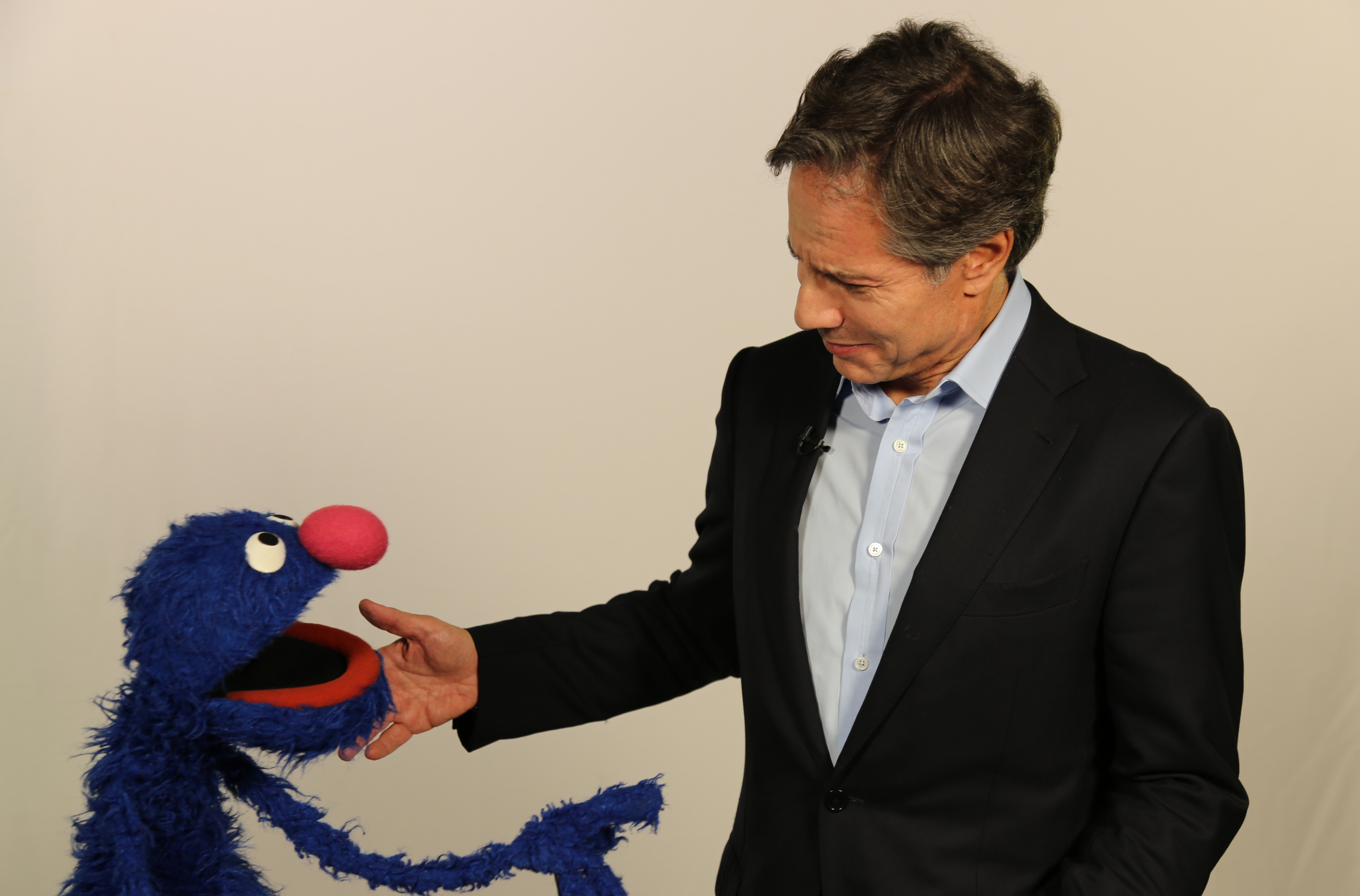
El vicesecretari d'Estat Antony Blinken es reuneix amb Grover per parlar dels refugiats a les Nacions Unides a la ciutat de Nova York, 2016.

Durant la primera temporada de Barri Sèsam , alguns crítics van considerar que hauria d'abordar de manera més oberta objectius afectius com la competència social, la tolerància a la diversitat i les maneres no agressives de resoldre els conflictes. Els creadors i productors de l'espectacle van respondre presentant aquests temes en disputes interpersonals entre els seus personatges de carrer. Durant la dècada de 1980, l'espectacle va incorporar experiències de la vida real del seu repartiment i equip, inclosa la mort de Will Lee (Mr. Hooper) i l'embaràs de Sonia Manzano (Maria). En temporades posteriors, va abordar desastres de la vida real com els atacs terroristes de l'11 de setembre i l'huracà Katrina.
En la seva primera temporada, el programa va abordar els seus objectius de divulgació centrant-se en la promoció de materials educatius utilitzats en entorns preescolars; i en temporades posteriors, centrant-se en el seu desenvolupament. Els programes innovadors es van desenvolupar perquè el seu públic objectiu, els nens i les seves famílies en llars de baixos ingressos, al centre de la ciutat, tradicionalment no miraven programes educatius a la televisió i perquè els mètodes tradicionals de promoció i publicitat no eren eficaços amb aquests col·lectius.
A partir de l'any 2006, el taller va ampliar el seu abast creant una sèrie d'especials i DVD de PBS centrats en com afecta el desplegament militar a les famílies de la gent del servei. Els seus esforços de divulgació també es van centrar en les famílies dels presos, la salut i el benestar i la seguretat. L'any 2013, SW va iniciar Barri Sèsam a les comunitats, per ajudar les famílies que tracten problemes difícils.

## Producció

### Recerca
El productor Joan Ganz Cooney ha afirmat: "Sense investigació, no hi hauria Barri Sèsam". L'any 1967, quan ella i el seu equip van començar a planificar el desenvolupament del programa, combinar la investigació amb la producció de televisió era, com ella va dir, "positivament herètica". Els seus productors aviat van començar a desenvolupar el que es va anomenar el Model CTW, un sistema de planificació, producció i avaluació que no va sorgir completament fins al final de la primera temporada del programa. Segons Morrow, el Model constava de quatre parts: "la interacció dels productors de televisió receptius i els experts en ciències infantils, la creació d'un currículum específic i adequat per a l'edat, la investigació per donar forma directa al programa i la recerca independent. mesura de l'aprenentatge dels espectadors."
Cooney va acreditar l'alt nivell del programa en els procediments d'investigació als professors de Harvard Gerald S. Lesser, a qui CTW va contractar per dissenyar els seus objectius educatius; i Edward L. Palmer, que va dur a terme la investigació formativa del programa i va fer un pont entre productors i investigadors. CTW va dur a terme investigacions de dues maneres: investigació formativa interna que informava i millorava la producció; i avaluacions sumatives independents, realitzades pel Servei de Proves Educatives (ETS) durant les dues primeres temporades, que van mesurar la seva eficàcia educativa. Cooney va dir: "Des del principi, nosaltres, els planificadors del projecte, vam dissenyar l'espectacle com un projecte d'investigació experimental amb assessors educatius, investigadors i productors de televisió col·laborant com a socis iguals". Va caracteritzar la col·laboració com un "matrimoni concertat".

### Escriptura
Barri Sèsam ha utilitzat molts guionistes en la seva llarga història. Com Peter Hellman va escriure en el seu article de 1987 a New York Magazine, "El programa, per descomptat, depèn dels seus guionistes, i no és fàcil trobar adults que puguin identificar el nivell d'interès d'un nen en edat preescolar." Quinze guionistes a l'any treballaven en els guions del programa, però molt pocs van durar més d'una temporada. Norman Stiles, guionista principal l'any 1987, va informar que la majoria dels guionistes "s'esgotarien" després d'escriure una dotzena de guions. Segons Gikow, Barri Sèsam va anar en contra de la convenció de contractar professors per escriure per al programa, com ho van fer la majoria de programes de televisió educatius en aquell moment. En canvi, Cooney i els productors van considerar que seria més fàcil ensenyar als guionistes a interpretar el currículum que ensenyar als educadors a escriure comèdia. Com va dir Stone, "Escriure per a nens no és tan fàcil". El guionista de molt de temps Tony Geiss va estar d'acord, afirmant el 2009: "No és un espectacle fàcil d'escriure. Has de conèixer els personatges i el format i com ensenyar i ser divertit alhora, que és una mena d'acrobàcia ambidextra molt important."

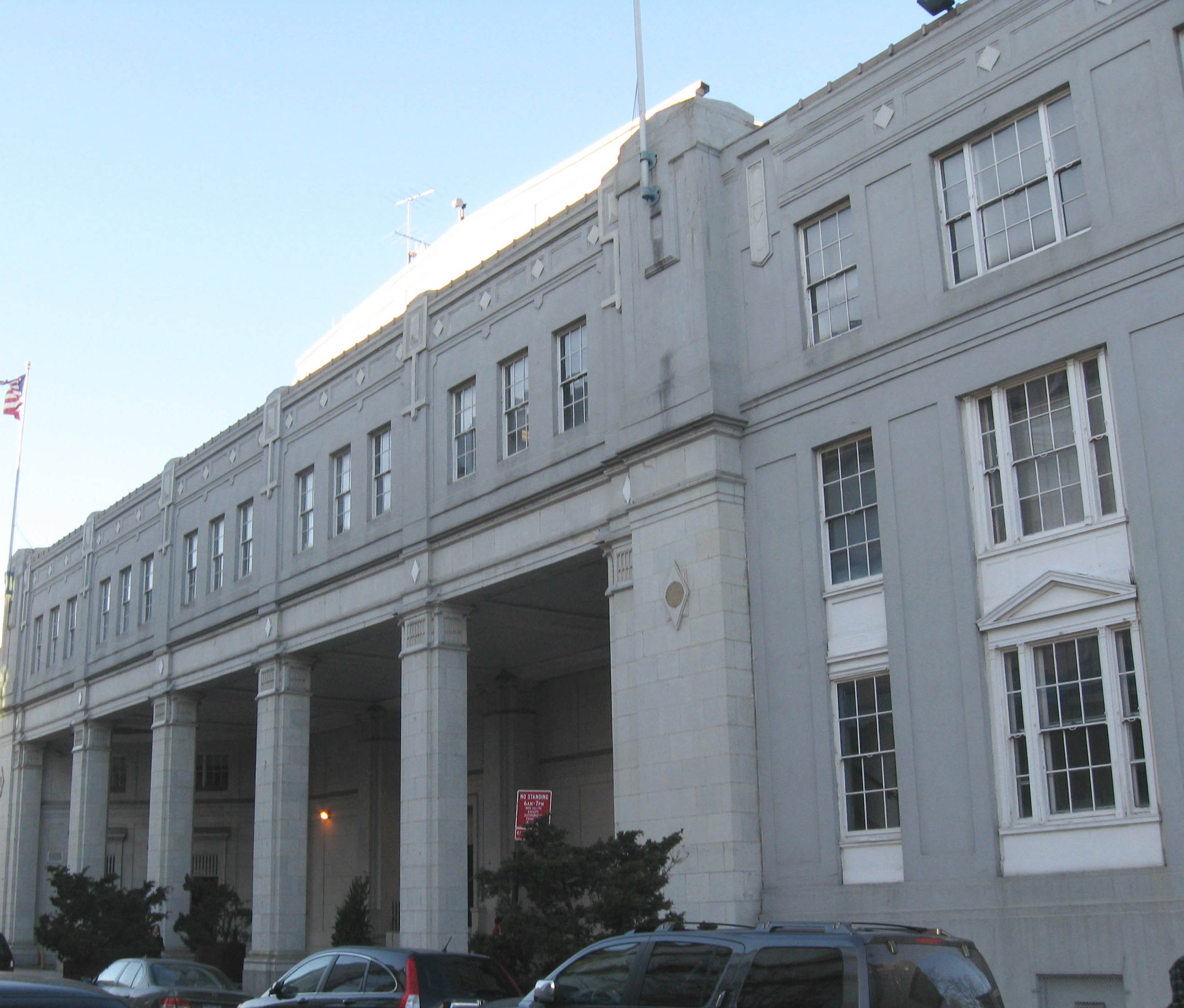
Els Kaufman Astoria Studios, on es grava Barri Sèsam

L'equip d'investigació del programa va desenvolupar un document anotat, o "Quadern del guionista", que va servir de pont entre els objectius del currículum del programa i el desenvolupament del guió. El quadern era una recopilació d'idees de programació dissenyades per ensenyar punts específics del currículum, va proporcionar definicions ampliades dels objectius del currículum i va ajudar els guionistes i productors a traduir els objectius en material televisat. Els suggeriments del quadern estaven lliures de referències a personatges i contextos específics del programa perquè poguessin ser implementats de la manera més oberta i flexible possible.
L'equip de recerca, en una sèrie de reunions amb els guionistes, també va elaborar "un full de currículum" que descrivia els objectius i prioritats del programa per a cada temporada. Després de rebre l'enfocament del currículum i els objectius de la temporada, els guionistes es reuneixen per discutir idees i arcs de la història per als personatges, i es va crear un "full de tasques" que suggereix quant de temps es destina a cada objectiu i tema. Quan es completa un guió, l'equip d'investigació del programa l'analitza per assegurar-se que els objectius s'acompleixen. Després, cada departament de producció es reuneix per determinar què necessita cada episodi en termes de vestuari, llums i decorats. Els guionistes són presents durant la gravació del programa, que durant els primers vint-i-quatre anys del programa va tenir lloc a Manhattan, i després de 1992, als Kaufman Astoria Studios de Queens per fer revisions d'última hora quan fos necessari.

### Mitjans de comunicació i productes llicenciats

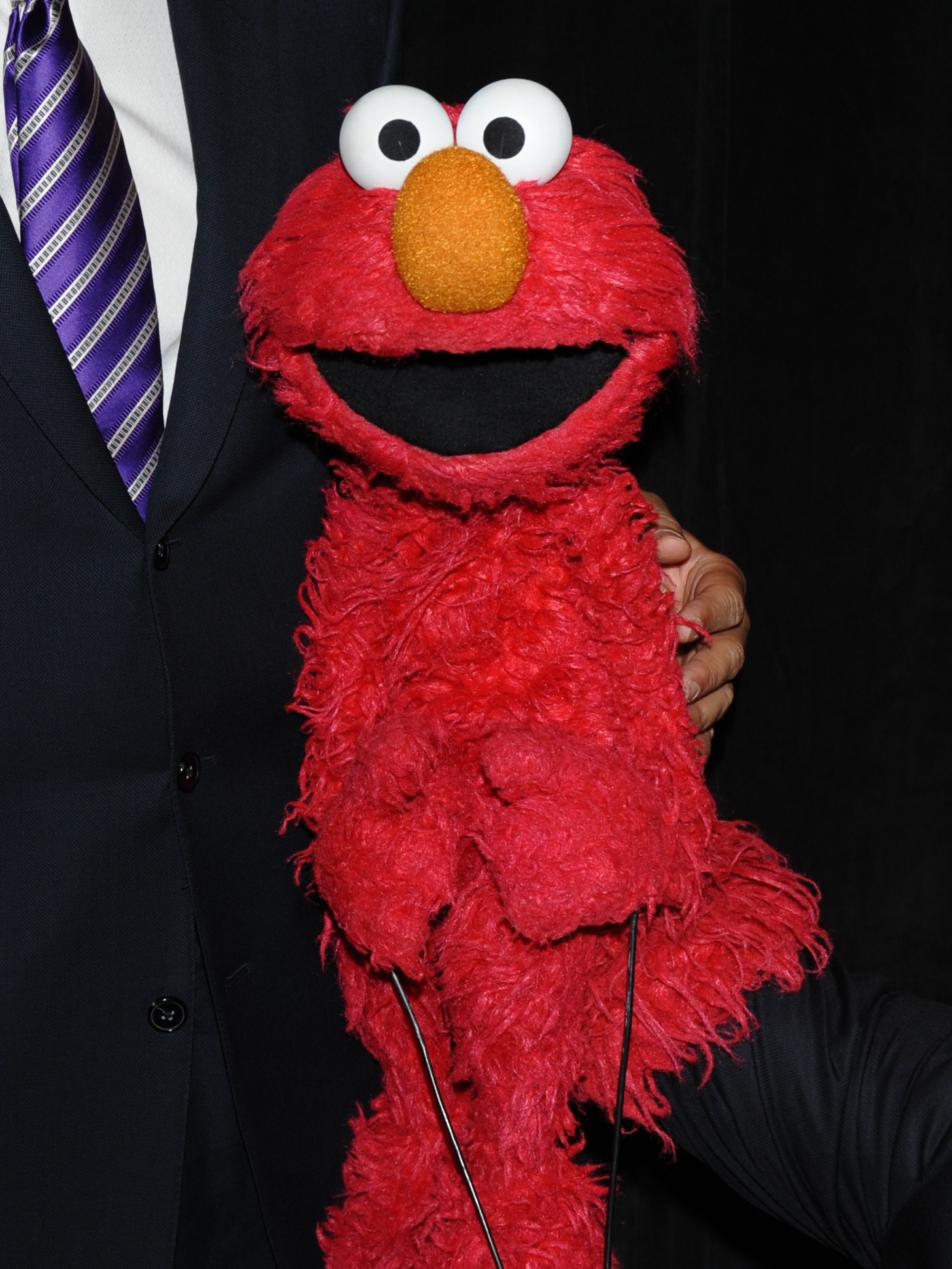
L'Elmo

Al principi de la seva història Barri Sèsam i la CTW van començar a buscar fonts de finançament alternatives i es van dedicar a crear productes amb acords de llicència. Es van convertir, com va dir Cooney, "una institució multimèdia". El 1970, la CTW va crear una divisió "no emissió" responsable de crear i publicar llibres i Sesame Street Magazine. El 2019, Sesame Workshop havia publicat més de 6.500 títols de llibres. El Workshop va decidir des del principi que tots els materials creats pel seu programa de llicències "subratllarien i amplificarien" el currículum del programa. El 2004, més del 68% dels ingressos de Barri Sèsam provenien de llicències i productes com joguines i roba. L'any 2008, els Muppets de Sesame Street representaven entre 15 i 17 milions de dòlars anuals en tarifes de llicència i comercialització, repartits entre Sesame Workshop i The Jim Henson Company. El 2019, Sesame Workshop tenia més de 500 acords de llicència i havia produït més de 200 hores de vídeo domèstic. S'han estrenat dues pel·lícules de Barri Sèsam, Follow That Bird, estrenada el 1985, i Elmo in Grouchland, estrenada el 1999. A principis del 2019, es va anunciar que es produiria una tercera pel·lícula, un musical coprotagonitzat per Anne Hathaway i escrita i dirigida per Jonathan Krisel. El novembre de 2019, Sesame Street va anunciar una aplicació de realitat augmentada per a famílies produïda per Weyo en col·laboració amb Sesame Workshop en honor al 50è aniversari del programa.
Jim Henson, el creador dels Muppets, era propietari de les marques registrades d'aquests personatges, i al principi es va mostrar reticent a comercialitzar-les. Va estar d'acord quan el CTW va prometre que els beneficis de les joguines, llibres, jocs d'ordinador i altres productes s'utilitzarien exclusivament per finançar el CTW i els seus esforços de divulgació. Tot i que Cooney i la CTW tenien molt poca experiència amb màrqueting, exigien un control complet sobre tots els productes i decisions sobre productes. Qualsevol línia de productes associada a l'espectacle havia de ser educativa i barata, i no es podia anunciar durant l'emissió del programa. Tal com va informar Davis, "Cooney va destacar la moderació, la prudència i la precaució" en els seus esforços de màrqueting i llicències.
El director Jon Stone, parlant de la música de Barri Sèsam, va dir: "No hi havia cap altre so semblant a la televisió." Per primera vegada a la televisió infantil, les cançons del programa van complir un propòsit específic i van donar suport al seu currículum.Per tal d'atreure els millors compositors i lletristas, el CTW va permetre a compositors com Joe Raposo, el primer director musical de Barri Sèsam, conservar els drets de les cançons que van escriure, la qual cosa els va fer guanyar beneficis lucratius i va ajudar l'espectacle a mantenir l'interès públic. El 2019, hi havia 180 àlbums de música de Barri Sèsam produïts i els seus compositors havien rebut 11 Grammys. A finals de 2018, SW va anunciar un acord plurianual amb Warner Music Group per tornar a llançar Sesame Street Records als Estats Units i al Canadà. Per primera vegada en 20 anys, es va posar a disposició del públic "un ampli catàleg d' enregistraments de Barri Sèsam " en diversos formats, com ara recopilacions de CD i vinils, streaming digital i descàrregues.
Barri Sèsam va utilitzar animacions i curtmetratges encarregats a estudis externs, intercalats al llarg de cada episodi, per ajudar a ensenyar als seus espectadors conceptes bàsics com els números i les lletres. Jim Henson va ser un dels molts productors que va crear curtmetratges per al programa. Poc després de l'estrena de Barri Sèsam als Estats Units, productors de diversos països es van apropar a la CTW de manera independent per produir versions del programa a casa. Aquestes versions es van anomenar "coproduccions" El 2001 hi havia més de 120 milions d'espectadors de totes les versions internacionals de Barri Sèsam, i el 2006, hi havia vint coproduccions arreu del món. En el seu 50è aniversari el 2019, 190 milions de nens van veure més de 160 versions de Barri Sèsam en 70 idiomes. El 2005, Doreen Carvajal de The New York Times va informar que els ingressos de les coproduccions i les llicències internacionals van suposar 96 milions de dòlars.

### Musical
Sesame Street the Musical es va estrenar al Theatre Row de Broadway el 8 de setembre de 2022.

## Repartiment, equip i personatges

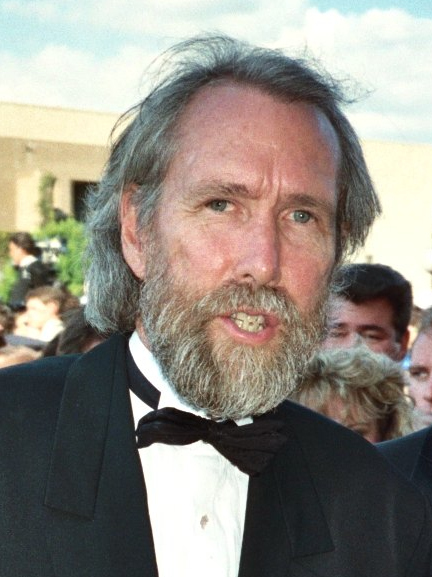
Jim Henson, creador dels Muppets, el 1989

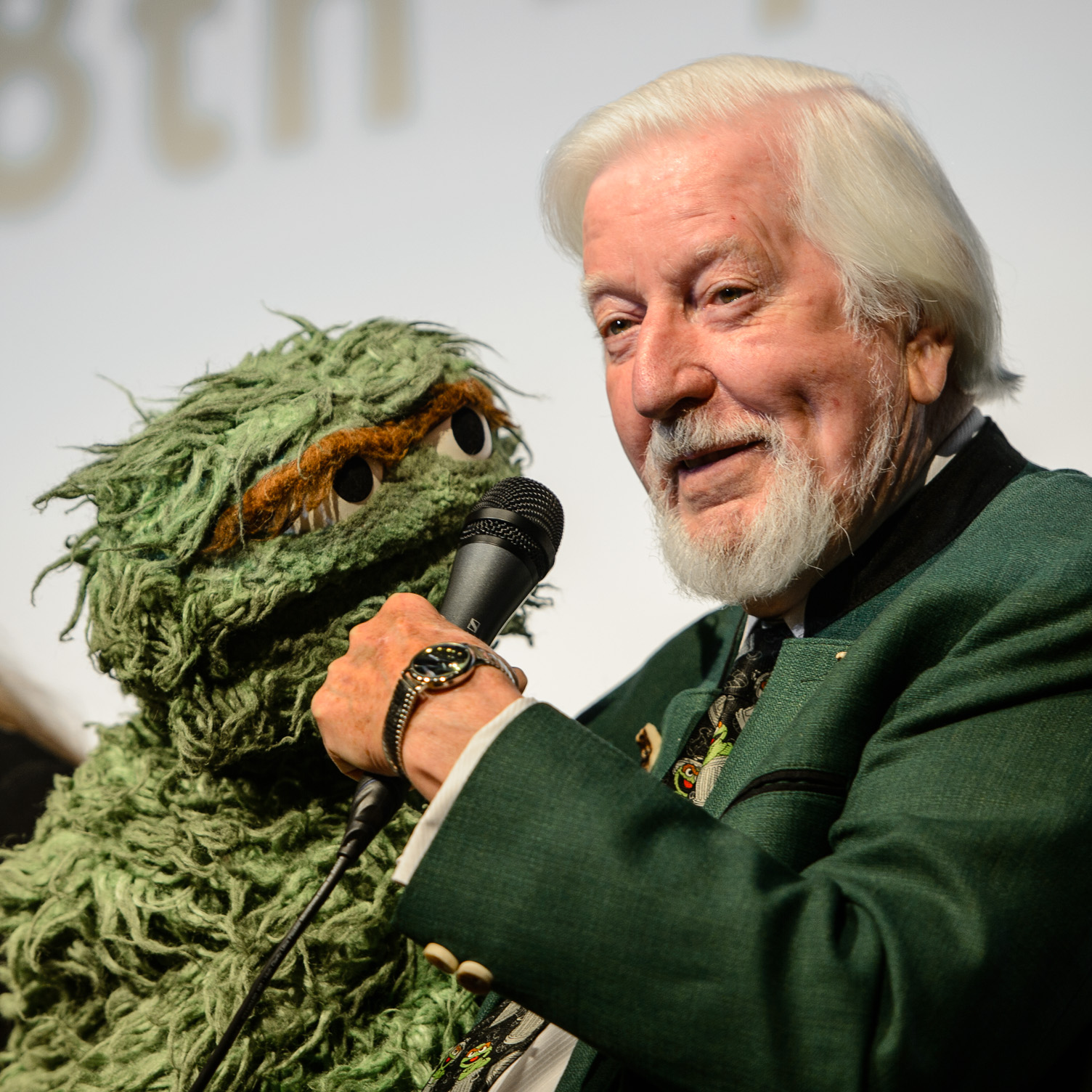
Caroll Spinney amb Oscar the Grouch

Poc després de la creació de la CTW el 1968, Joan Ganz Cooney va ser nomenat el seu primer director executiu. Va ser una de les primeres dones executives de la televisió nord-americana. El seu nomenament va ser anomenat "un dels desenvolupaments televisius més importants de la dècada." Va reunir un equip de productors, tots els quals havien treballat prèviament a Captain Kangaroo. Jon Stone va ser el responsable del guió, el càsting i el format; Dave Connell es va fer càrrec de l'animació; i Sam Gibbon va ser el principal enllaç del programa entre el personal de producció i l'equip d'investigació. El càmera Frankie Biondo ha treballat a Barri Sèsam des del seu primer episodi el 1969.
La participació de Jim Henson i els Muppets a Barri Sèsam va començar quan ell i Cooney es van conèixer en un dels seminaris de planificació del currículum a Boston. L'autor Christopher Finch va informar que Stone, que havia treballat amb Henson anteriorment, va pensar que si no podien portar-lo a bord, haurien de "fer-ho sense titelles." Henson inicialment es va mostrar reticent, però va acceptar unir-se a Barri Sèsam per assolir els seus propis objectius socials. També va acceptar renunciar a la seva quota d'actuació per a la propietat total dels Muppets de Sesame Street i dividir els ingressos que generessin amb el CTW. Com va dir Morrow, les titelles de Henson van ser una part crucial de la popularitat del programa i van atraure l'atenció nacional de Henson. Davis va informar que Henson va ser capaç d'adoptar "objectius acadèmics arcanics" i traduir-los en "visió efectiva i agradable." In En les primeres investigacions, els segments dels Muppets del programa van obtenir una puntuació alta, i es van afegir més Muppets durant les primeres temporades. Morrow va informar que els Muppets eren eines d'ensenyament efectives perquè els nens els reconeixien fàcilment, eren estereotipats i previsibles i atreien als adults i als germans grans.
arri Sèsam és conegut sobretot pels genis creatius que va atreure, persones com Jim Henson i Joe Raposo i Frank Oz, que van entendre de manera intuïtiva el que calia per arribar als nens. Eren la resposta de la televisió a Beatrix Potter o a L. Frank Baum o al doctor Seuss..
Tot i que els productors van decidir no dependre d'un sol amfitrió per a Barri Sèsam, apostant en comptes per un grup d'actors ètnicament diversos, es van adonar que un programa de televisió infantil havia de tenir, com va dir Lesser, "una varietat de personalitats distintives i fiables," tant humà com de titelles. Jon Stone, l'objectiu del qual era repartir actors blancs en minoria, va ser el responsable de contractar el primer repartiment del programa . No va fer audicions d'actors fins a la primavera de 1969, unes setmanes abans que s'havien de rodar els cinc programes de prova. Stone va gravar les audicions en vídeo i Ed Palmer les va treure al camp per provar les reaccions dels nens. Els actors que van rebre "el reconeixement més entusiasta" van ser contractats. Per exemple, Loretta Long va ser escollida per interpretar a Susan quan els nens que van veure la seva audició es van aixecar i van cantar juntament amb la seva interpretació de "I'm a Little Teapot." Stone va declarar que el càsting era l'únic aspecte del programa que era "completament a l'atzar." La majoria de l'elenc i l'equip van trobar feina a Barri Sèsam a través de relacions personals amb Stone i els altres productors. Segons el titellaire Marty Robinson el 2019, la longevitat era habitual entre el repartiment i l'equip del programa.
Segons la investigació del CTW, els nens preferien mirar i escoltar altres nens més que titelles i adults, de manera que van incloure nens en moltes escenes. Dave Connell va insistir que no es fes servir cap actor infantil, així que aquests nens eren no professionals, sense guió i espontanis. Moltes de les seves reaccions van ser imprevisibles i difícils de controlar, però el repartiment d' adults va aprendre a manejar l'espontaneïtat dels nens amb flexibilitat, fins i tot quan va resultar en desviacions del guió o la lliçó planificada. La investigació de CTW també va revelar que les vacil·lacions dels nens i els errors a l'aire van servir de models per als espectadors. Segons Morrow, això va donar lloc a que el programa tingués una "qualitat fresca", especialment en els seus primers anys.

## Versions al món
Barri Sèsam s'ha emès en 70 idiomes en 150 països.

### Emissions en català
La primera versió emesa en català fou entre 1996 i 2001, quan TVE adaptà i traduí de forma simultània l'edició castellana per al Principat de Catalunya. El treball es realitzava conjuntament als mateixos estudis de Sant Cugat.
En gener de 2014 començaren les emissions autonòmiques sota el canal d'horari infantil Canal Super3 de la sèrie Monstres supersans de 26 capítols, impulsada pel cardiòleg Valentí Fuster, que protagonitzen els personatges de Barri Sèsam, per prevenir els infants de malalties en augment, com ara l'obesitat o les malalties cardiovasculars.

### Emissió a Espanya
A Espanya, la primera emissió fou a TVE l'any 1976. En aquells anys s'emetia el programa original en versió doblada al castellà, amb el títol Ábrete Sésamo dins del programa Un globo, dos globos, tres globos. Aquest primer intent, però, va fracassar.
La productora nord-americana CTW (Children's Television Workshop) i TVE van arribar a un acord de coproducció a parts iguals, en què cada productora era responsable del 50% del programa. La part espanyola es completava als estudis de Prado del Rey de TVE. A l'adaptació espanyola, que va agafar el nom de Barrio Sésamo, a més de mantenir els protagonistes originals (Epi, Blas, Coco, el Monstre de les Galetes) es van crear personatges autòctons. Entre els anys 1979 i 1980, Emma Cohen, en el paper de Gallina Caponata, i Jesús Alcaide, com el cargol Perezgil donaren veu al programa.
Al març del 1983 TVE va presentar nous personatges que van substituir els anteriors: eren l'Espinet (Chelo Vivares), el Senyor Pimpam (Alfonso Vallejo), l'Anna (Isabel Castro), el Jaume (Juan Sánchez), el Julià (José Riesgo), etc. En aquesta temporada, que va el finalitzar el 1986, van intervenir-hi també, entre d'altres, Ruth Gabriel i Cristina Higueras.
Més tard, el 1988, va aparèixer una sèrie relacionada, Los mundos de Yupi, però no va poder aconseguir l'èxit de la versió d'Espinet.
Finalment, a la tardor de 1996 es va rodar una nova temporada de Barri Sèsam a TVE, a on el protagonista s'anomenava Blukie i la resta de personatges Gaspar, Vera i Bubo. Aquesta versió va guanyar el premi al millor decorat i ambientació d'entre totes les versions de Sesame Street d'arreu del món, perquè era l'única que tenia plantes i fruites naturals i el decorat permetia obrir i tancar les portes i finestres. Es va seguir rodant fins al 2001.
El 2006, Antena 3 va començar a emetre la versió doblada al castellà de Play with me Sesame (Juega conmigo, Sésamo), però en poc temps va ser retirada de la graella a causa de la seva baixa audiència. Al març de 2009 es va començar a emetre a TVE.

### Emissió a França
A França, el programa doblat al francès va aparèixer l'any 1974 en forma de seqüència titulada "Bonjour Sésame" emesa dins de L'Île aux enfants a ORTF. Llavors es va produir l'adaptació francesa anomenada 1, rue Sésame i es va emetre de 1978 a 1982 a TF1. L'any 1992 es va reprendre la versió doblada sota el títol Sésame, ouvre-toi a FR3, per després donar pas el 2005 a una nova adaptació: 5, rue Sésame a France 5.

### Emissió a Hispanoamèrica
Amb el nom de "Plaza Sésamo" començaren les emissions a Mèxic l'any 1972. Aquesta adaptava el programa a una versió més propera als xiquets mexicans i continuà en pantalla durant més de 30 anys gràcies al seu èxit, sempre a mans de Canal 5. Així el 12 d'octubre de 1995 s'inaugurà a la ciutat de Monterrey un parc temàtic completament dedicat a la sèrie: Parque Plaza Sésamo.
Posteriorment, la resta de Llatinoamèrica creà les seues pròpies edicions quasi sempre partint de la mexicana i emetent-se en canals regionals o de televisió per cable com ara Discovery Kids. El seu èxit reiterat fou que una versió en castellà fos emesa fins i tot dins dels Estats Units d'Amèrica a les mans d'estacions PBS.
Els personatges principals d'aquestes versions són: Abelardo/Abelardo Montoya/Montoya/Big Bird (amd diferents noms a cada versió), Pancho Contreras, Lola, Archibaldo, Beto y Enrique, René, el Conde Contar, Elmo, Aurora, Telly, Oscar, Lucas Comegalletas, Zoe, Rosita...
Sota la direcció originalde Héctor Loreza i Alfonso Meza y Rocío.

### Versions pròpies
| - 1972: Plaza Sésamo, Mèxic i Hispanoamèrica - 1972: Vila Sésamo, Brasil - 1973: Sesamstraße, Alemanya - 1973: Canadian Sesame Street, Canadà (posteriorment, Sesame Park) - 1976: Sesamstraat, Països Baixos - 1978: 1, rue Sesame, França - 1979: Iftah Ya Simsim, Kuwait - 1979: Barrio Sésamo, Espanya - 1981: Svenska Sesam, Suècia - 1983: Rechov Sumsum, Israel - 1984: Sesame!, Filipines (posteriorment, Batibot) - 1986: Susam Sokağı, Turquia - 1989: Rua Sésamo, Portugal - 1991: Sesam Stasjon, Noruega - 1996: Barri Sèsam, Catalunya - 1996: Barrio Sésamo, Espanya - 1996: Ulitsa Sezam, Rússia - 1996: Ulica Sezamkowa, Polònia - 1998: Rechov Sumsum i Shara'a Simsim, Israel i Territoris Palestins - 1998: Zhima Jie, Xina - 1999: Sesame English, Taiwan, Xina, Itàlia i Polònia - 2000: Takalani Sesame, Sud-àfrica - 2000: Alam Simsim, Egipte - 2003: Hikayat Simsim, Jordània - 2004: Koche Sesame, Afganistan - 2004: Sesame Street, Japó - 2005: Sisimpur, Bangladesh - 2005: 5, Rue Sésame, França - 2005: Sabai Sabai Sesame, Cambotja - 2006: Galli Galli Sim Sim, Índia - 2006: Sippuray Sumsum, Israel i Palestina - 2007: Jalan Sesama, Indonèsia - 2007: Vila Sésamo, Brasil - 2008: Sesame Tree, Irlanda |

### Doblatges
- Seesamtie, Finlàndia
- Улица Сезам, Bulgària
- Boneka Sesame, Indonèsia
- Sesam Opnist Pû, Islàndia
- Sesamo Apriti, Itàlia
- Sezamé Otevri Se, República Txeca
- Taman Sesame, Malàisia
- Susam Sokağı, Turquia
- Sesamstraße, Alemanya
- Ábrete Sésamo, Espanya

## Rebuda

### Valoracions

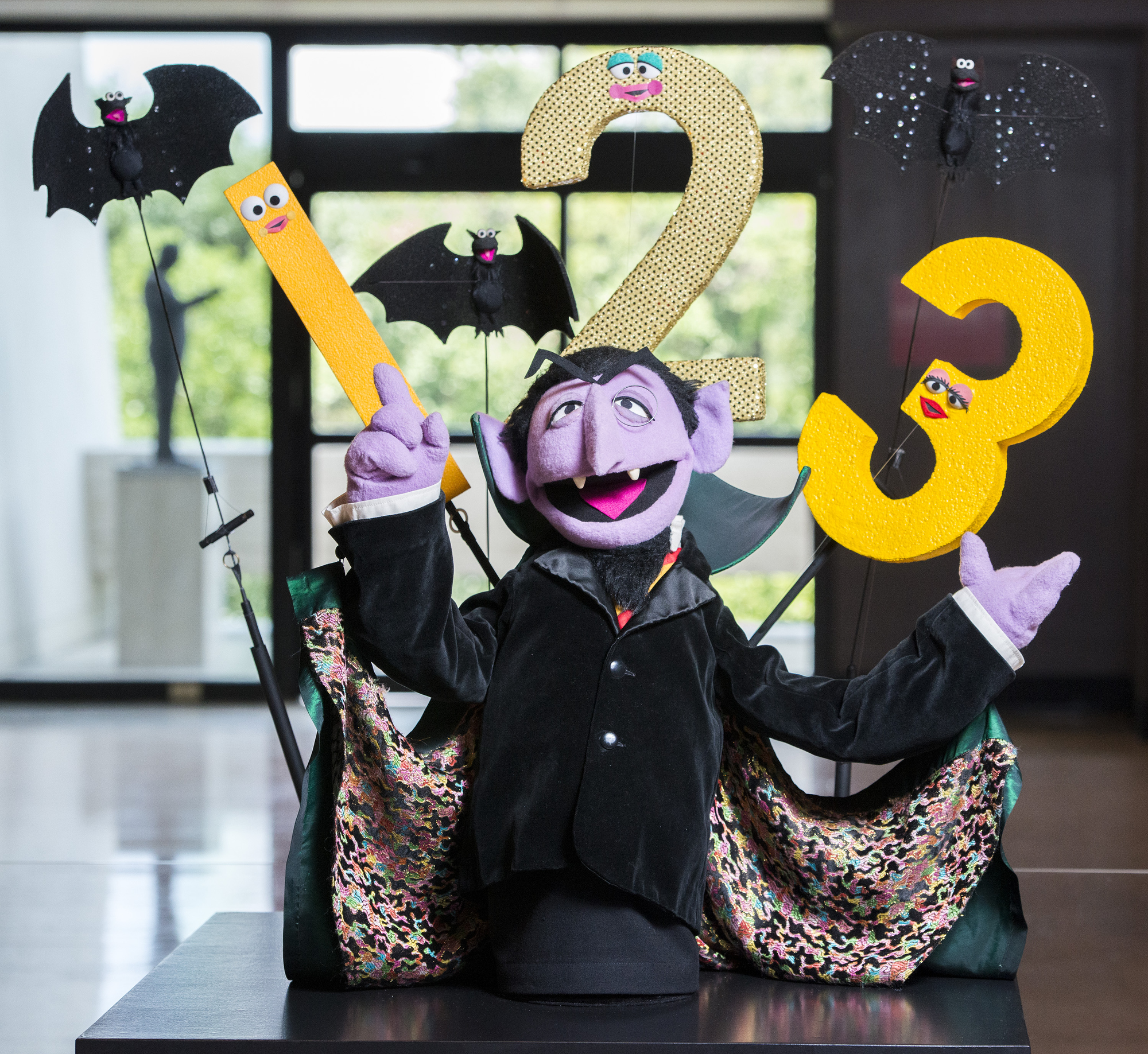
El Count von Count.

Quan Barri Sèsam es va estrenar el 10 de novembre de 1969, només es va emetre al 67,6% de les televisions nord-americanes, però va obtenir una nota de Nielsen de 3,3, que va totalitzar 1,9 milions de llars. En el desè aniversari del programa el 1979, nou milions de nens nord-americans menors de 6 anys miraven Barri Sèsam diàriament. Segons una enquesta de 1993 realitzada pel Departament d'Educació dels Estats Units, dels 6,6 milions d'espectadors del programa, 2,4 milions d'infants el miraven regularment. El 77% dels nens d'edat preescolar el miraven un cop a la setmana i el 86% dels nens d'infantil i els alumnes de primer i segon de primària l'havien vist un cop a la setmana abans de començar l'escola. L'espectacle va arribar a la majoria de nens petits de gairebé tots els grups demogràfics.
Les qualificacions del programa van disminuir significativament a principis de la dècada de 1990, a causa dels canvis en els hàbits de visualització dels nens i en el mercat de televisió. Els productors van respondre fent canvis estructurals a gran escala al programa. El 2006, Barri Sèsam s'havia convertit en "el programa de televisió infantil més vist del món", amb 20 versions internacionals independents i emissions en més de 120 països. Una enquesta de 1996 va trobar que el 95% de tots els nens en edat preescolar nord-americana havien vist el programa quan tenien tres anys. El 2008, es va estimar que 77 milions de nord-americans havien vist el programa. En el seu 40è aniversari el 2009, es va classificar com el quinzè programa infantil més popular a la televisió, i pel seu 50è aniversari el 2019, el programa tenia un 100% de consciència de marca a nivell mundial. El 2018, el programa va ser el segon programa més ben valorat de PBS Kids. El 2021, però, el documental de Barri Sèsam "50 Years of Sunny Days", que es va emetre a nivell nacional per ABC, no va sortir bé en les classificacions, només va obtenir aproximadament 2,3 milions d'espectadors.

### Influència
A partir de 2001 , hi havia més de 1.000 estudis de recerca sobre l'eficàcia, l'impacte i l'efecte de Barri Sèsam en la cultura americana. El CTW va sol·licitar al Servei de Proves Educatives (ETS) per dur a terme una investigació sumativa sobre el programa.Les dues avaluacions sumatives "fàtiques" d'ETS, realitzades el 1970 i el 1971, van demostrar que el programa va tenir un impacte educatiu significatiu en els seus espectadors. Aquests estudis han estat citats en altres estudis sobre els efectes de la televisió en els nens petits. Estudis addicionals realitzats al llarg de la història de Barri Sèsam van demostrar que el programa continuava tenint un efecte positiu en els seus joves espectadors.
Barri Sèsam [és] potser el programa més investigat, aprovat i preocupat del planeta. Fins ara caldria un carretó elevador per transportar la càrrega de paper acadèmic dedicat a la sèrie...
Lesser creia que la investigació de Barri Sèsam "pot haver conferit una nova respectabilitat als estudis dels efectes dels mitjans visuals sobre els nens." També creia que el programa tenia el mateix efecte sobre el prestigi de produir programes per a nens a la indústria de la televisió. L'historiador Robert Morrow, en el seu llibre Sesame Street and the Reform of Children's Television , que narrava la influència del programa en la televisió infantil i en la indústria de la televisió en general, va informar que molts crítics de la televisió comercial veien Barri Sèsam com un "directe". il·lustració per a la reforma." Les Brown, redactor de Variety, va veure a Barri Sèsam "una esperança per a un futur més substancial" per a la televisió.
Morrow va informar que les xarxes van respondre creant més programes de televisió d'alta qualitat, però que molts crítics els van veure com "gestos d'apaivagament." Segons Morrow, malgrat l'eficàcia del Model CTW per crear un programa popular, la televisió comercial "va fer només un esforç limitat per emular els mètodes de CTW", i no va utilitzar un currículum ni va avaluar el que els nens van aprendre d'ells. A mitjans de la dècada de 1970, la televisió comercial havia abandonat els seus experiments per crear una millor programació infantil. Altres crítics esperaven que Barri Sèsam , amb la seva representació d'una comunitat multicultural en funcionament, nodria la tolerància racial en els seus joves espectadors. No va ser fins a mitjans de la dècada de 1990 que un altre programa educatiu de televisió per a nens, Blue's Clues , va utilitzar els mètodes del CTW per crear i modificar el seu contingut. Els creadors de Blue's Clues es van veure influenciats per Barri Sèsam , però van voler utilitzar la investigació realitzada durant els 30 anys des del seu debut. Angela Santomero, una de les seves productores, va dir: "Volíem aprendre de Barri Sèsam i fer-ho un pas més enllà".
El crític Richard Roeper va dir que potser un dels indicadors més forts de la influència de Barri Sèsam han estat els rumors perdurables i les llegendes urbanes que envolten l'espectacle i els seus personatges, especialment les especulacions sobre la sexualitat d'Epi i Blai.

### Recepció crítica
Barri Sèsam va ser elogiat des del seu debut el 1969. Newsday va informar que diversos diaris i revistes havien escrit informes "brillants" sobre el CTW i Cooney. La premsa va elogiar de manera aclaparadora el nou programa; diverses revistes populars i revistes de nínxol ho van lloar. El 1970, Barri Sèsam va guanyar vint premis, entre ells un Peabody Award, tres Emmys, un premi de la Public Relations Society of America, un Clio i un Prix Jeunesse. El 1995, l'espectacle havia guanyat dos premis Peabody i quatre premis Parents' Choice. Va ser objecte d'una exposició itinerant de la Smithsonian Institution, i d'una exposició cinematogràfica al Museum of Modern Art.
Barri Sèsam és... amb lapses, el programa més intel·ligent i important de la televisió. Això encara no és molt.

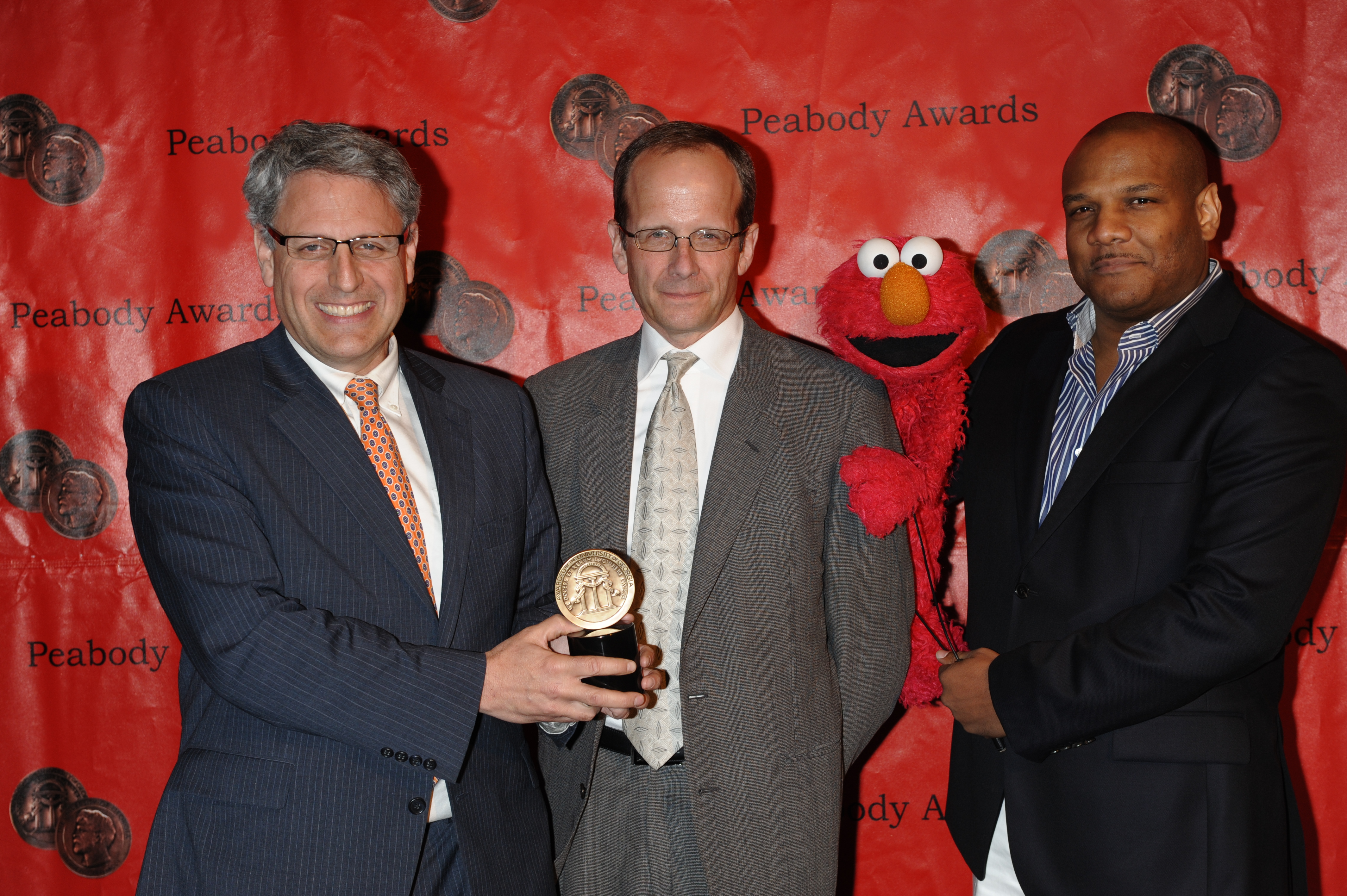
El director general de Sesame Workshop, Gary Knell, el vicepresident executiu Terry Fitzpatrick i el titellaire Kevin Clash (amb Elmo) a la 69a edició dels Premis Peabody, el 2010

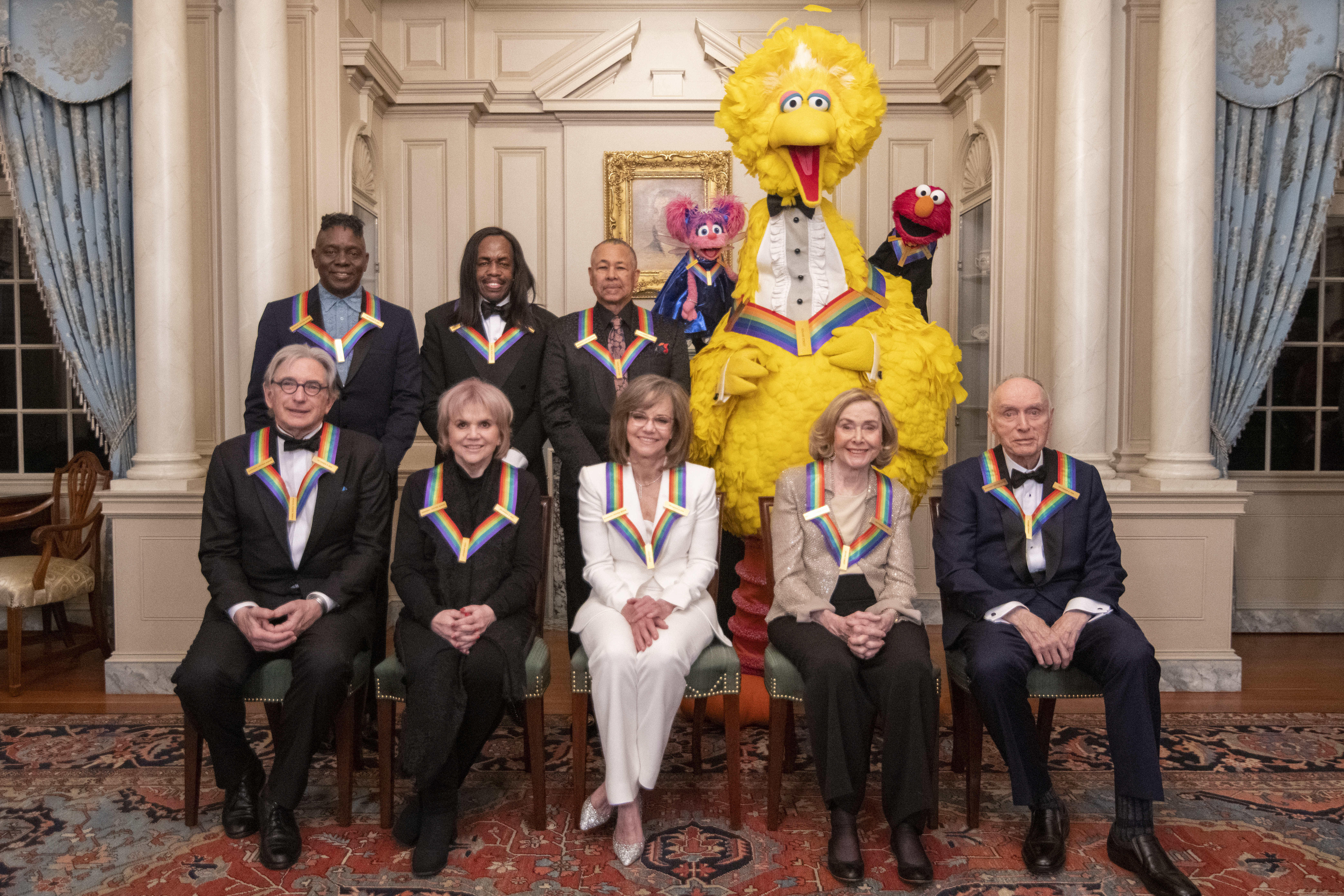
Els receptors dels Kennedy Center Honors del 2019. A la dreta de la imatge, Big Bird, Rosita i Elmo (drets) i Joan Ganz Cooney i Lloyd Morrisett (asseguts)

Barri Sèsam no va estar exempt de detractors, però. La comissió estatal de Mississipí, d'on era Henson, operava l' estació membre de PBS de l'estat ; el maig de 1970 va votar a favor de no emetre Barri Sèsam a causa del seu "elenc de nens molt [racial] integrat" que "els membres de la comissió van sentir... Mississipí encara no estava preparat". Segons Children and Television, el relat de Lesser sobre el desenvolupament i els primers anys de Barri Sèsam , hi va haver poques crítiques al programa durant els mesos posteriors a la seva estrena, però va augmentar al final de la seva primera temporada i al començament. de la segona temporada. L'historiador Robert W. Morrow va especular que gran part de les primeres crítiques, que va qualificar de "sorprenentment intensa", provenien de raons culturals i històriques pel que fa a, com ell va dir, "el lloc de nens de la societat nord-americana i les controvèrsies sobre els efectes de la televisió sobre ells".
Segons Morrow, els estudis "més importants" que van trobar efectes negatius de Barri Sèsam van ser realitzats per l'educador Herbert A. Sprigle i el psicòleg Thomas D. Cook durant les seves dues primeres temporades. El científic social i fundador de Head Start Urie Bronfenbrenner va criticar el programa per ser massa saludable. El psicòleg Leon Eisenberg va veure l'entorn urbà de Barri Sèsam com "superficial" i poc a veure amb els problemes als quals s'enfronta el nen del centre de la ciutat. El director de Head Start, Edward Zigler, va ser probablement el crític més vocal de Barri Sèsam durant els primers anys del programa.
Malgrat el seu compromís amb el multiculturalisme, la CTW va experimentar conflictes amb el lideratge de grups minoritaris, especialment grups llatins i feministes, que es van oposar a la representació de llatins i dones de Barri Sèsam. El CTW va prendre mesures per abordar les seves objeccions. El 1971, la CTW va contractar actors, personal de producció i investigadors hispans i, a mitjans dels anys setanta, Morrow va informar que "l'espectacle incloïa membres del repartiment chicanos i porto-riquenys, pel·lícules sobre festes i menjars mexicans i dibuixos animats que ensenyaven paraules espanyoles. " Tal com ha afirmat The New York Times , crear personatges femenins forts "que facin riure als nens, però no... com a estereotips femenins" ha estat un repte per als productors de Barri Sèsam. Segons Morrow, el canvi pel que fa a com es representaven les dones i les nenes a Barri Sèsam es va produir lentament. A mesura que es contractaven i formaven més intèrprets femenines de Muppet com Camille Bonora, Fran Brill, Pam Arciero, Carmen Osbahr, Stephanie D'Abruzzo, Jennifer Barnhart i Leslie Carrara-Rudolph, personatges femenins més forts com Rosita (1991) i Abby Cadabby. (2006) es van crear.
El 2002, Barri Sèsam va ocupar el lloc número 27 dels 50 millors programes de televisió de tots els temps de TV Guide. Sesame Workshop va guanyar un Peabody Award el 2009 pel seu lloc web, sesamestreet.org, i el programa va rebre el Peabody's Institutional Award el 2019 pels 50 anys d'educar i entretenir nens a nivell mundial. El 2013, TV Guide va classificar el programa número 30 a la seva llista de les 60 millors sèries de televisió. A partir del 2021, Barri Sèsam ha rebut 205 premis Emmy , més que qualsevol altra sèrie de televisió. El 2023, Variety va classificar Barri Sèsam en el lloc 12 a la seva llista dels 100 millors programes de televisió de tots els temps.